# Ultra Sunn

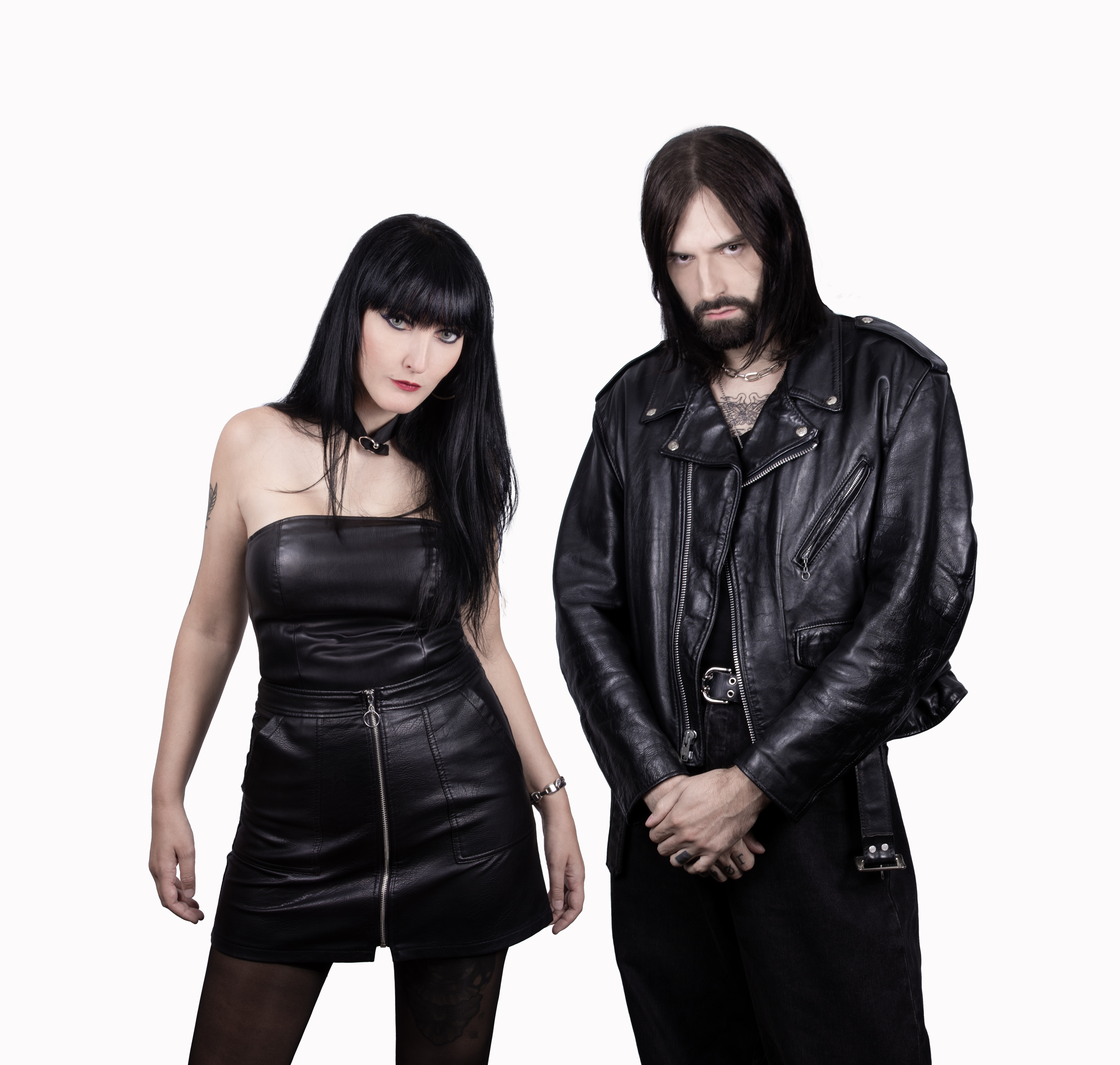
ULTRA SUNN en 2024 avec Gaelle Souflet (à gauche) et Sam Huge (à droite)

 (février 2025).
ULTRA SUNN est un duo belge de musique électronique, formé à Bruxelles, en 2019.
Le groupe est composé de Sam Huge (chant et production) et de Gaelle Souflet (synthétiseurs et production). Leur musique est influencée par l'Electronic Body Music (EBM), la darkwave et le post-punk, se distinguant par des rythmes puissants, des sonorités synthétiques et des atmosphères sombres.

## Histoire
ULTRA SUNN voit le jour en 2019, à l'initiative de Sam Huge et Gaelle Souflet. Ils sont réunis par leur goût pour la New Beat, les synthétiseurs 1980, et l'univers visuel de cette époque.
Le duo s'impose sur la scène électronique internationale par des productions à la fois minimalistes et intenses, des rythmiques martelées, et des lignes de basse synthétiques, caractéristiques du genre EBM.
Leur premier EP, Night Is Mine, sorti en 2021 sur le label Oracula Records, reçoit un accueil positif de la presse spécialisée et de la scène underground,. Le morceau Keep Your Eyes Peeled, extrait de ce premier EP, cumule des dizaines de millions de streams et attire l'attention d'un public mondial.
L'EP Body Electric confirme leur statut. Suivent l'EP Kill Your Idols et le premier album du groupe, US, sorti en 2024, sous le label canadien Artoffact Records. Une tournée internationale suit, avec des dates aux États-Unis, en Amérique du Sud et en Europe.
Leurs textes, chantés en anglais, abordent des thématiques introspectives : l'identité, l'anxiété, la résistance et la quête de liberté.

## Style musical et influences
Le style d'ULTRA SUNN s'inspire des sonorités de l'EBM et du post-punk, en écho aux groupes pionniers de ces genres, comme Front 242, Nitzer Ebb ou D.A.F.. Leur musique se caractérise par des rythmes industriels, des mélodies sombres et hypnotiques, et des voix graves et réverbérées. L'esthétique visuelle du groupe, minimaliste et futuriste, renforce cet univers sombre, souvent associé à une atmosphère post-apocalyptique.
Le duo subit aussi des influences de la culture gothique et de la scène New Beat et techno. Ces différentes énergies créent un son à la fois référencé et contemporain.

## Performances et réception
ULTRA SUNN se produit régulièrement dans des clubs et festivals à travers les Etats-Unis, l'Amérique du Sud et l'Europe, notamment dans des événements consacrés à la musique électronique alternative. Leur présence scénique et leur capacité à captiver le public ont construit une base de fans fidèle, notamment dans la scène gothique et industrielle.
Le duo s'est produit notamment à l'Orangerie au Botanique à Bruxelles, au festival Sick New World à Las Vegas, au Substance Festival à Los Angeles, au Sanctum Festival à Chicago, au Verboden Festival à Vancouver, au Terminus Festival à Calgary et plusieurs fois au Grauzone Festival à La Haye.
Le groupe a pris sa place dans la musique électronique. Il concilie les sons hérités des années 1980 avec une modernité adaptée aux nouvelles générations.

## Discographie
- Night Is Mine (EP, 2021)
- Body Electric (EP, 2021)
- Kill Your Idols (EP, 2022)
- US (LP, 2024)

## Membres
- Sam Huge – Chant, production
- Gaelle Souflet – Synthétiseurs, production
- Alexis Andrigo - Musicien additionnel sur scène (2023 - Présent)

## Réception critique
ULTRA SUNN a reçu des critiques élogieuses pour son authenticité et sa maîtrise des codes du genre, tout en apportant une touche personnelle et contemporaine à l'EBM et à la darkwave. Leurs morceaux sont diffusés dans des clubs spécialisés. Ils ont été mentionnés dans plusieurs médias de la scène gothique et industrielle internationale.
En 2024, le duo a reçu le prix de Groupe de l'Année aux Octaves de la Musique en Belgique.